# کوماک سی۹۱۹
سی۹۱۹ (انگلیسی: Comac C919) نخستین هواپیمای بزرگ مسافربری چین، محصول کوماک، ابرشرکت هواگرد تجاری چین است که ساخت آن هفت سال طول کشیده‌است و در ۲ نوامبر ۲۰۱۵ در شانگهای به نمایش گذاشته شد. این هواپیما، هواپیمایی باریک‌پیکر با گنجایش ۱۶۸ مسافر است. بیشتر قطعات این هواپیما در داخل چین ساخته شده‌است. این هواپیما نخستین پرواز خود را در ۵ مه سال ۲۰۱۷ انجام داد.
این هواپیما در ۲۹ سپتامبر ۲۰۲۲ گواهینامه صلاحیت پرواز خود را از اداره هوانوردی غیرنظامی چین دریافت کرد و نخستین فروند هواپیمای عملیاتی در نظر گرفته شده برای خدمات تجاری برای استفاده به خطوط هوایی چین شرقی در ۹ دسامبر ۲۰۲۲ در شانگهای تحویل شد.
این هواپیما که عمدتاً با آلیاژهای آلومینیم ساخته شده‌است، قرار است از موتورهای توربوفن سی‌اف‌ام اینترنشنال لیپ یا ACAE CJ-1000A استفاده کند و بتواند ۱۵۶ تا ۱۶۸ مسافر را در یک پیکربندی عملیاتی معمولی تا ۵۵۵۵ کیلومتر جابه‌جا کند.

## سیر پیشرفت
بودجهٔ ایجاد و توسعهٔ این پروژه ۵۸ میلیارد یوان (۹٫۵ میلیارد دلار) اعلام شده، اما هزینهٔ واقعی تا بیش از ۲۰ میلیارد دلار؛ ۱۰۰ درصد بالاتر، برآورد شده‌است. آزمایش‌های تست‌بدی پرواز انتظار می‌رفت که در سال ۲۰۱۴ وارد مرحلهٔ مونتاژ نهایی شود، و انجام نخستین پرواز در سال ۲۰۱۵ صورت گیرد. تحویل بار دیگر به دلیل مشکلات فنی و نرسیدن قطعات از سوی تأمین کننده تا سال ۲۰۱۸ به تمدید شد ولی در نوامبر ۲۰۱۴ در نمایشگاه هوایی جوهای اعلام شد که نخستین پرواز این هواپیما در سال ۲۰۱۷ اتفاق خواهد افتاد و آیرودینامیک پیشرفتهٔ سی۹۱۹ با کمک ابر رایانهٔ تیان‌هه ۲ مهندسی شده‌است.
در ۲ نوامبر ۲۰۱۵، کوماک نخستین هواپیمای سی۹۱۹ را تولید کرد. آزمون تاکسی با سرعت بالا در آوریل ۲۰۱۷ تکمیل شد. با حمل پنج خدمه، نخستین پرواز خود را در ۵ مه سال ۲۰۱۷ انجام داد، کوماک در نظر دارد که پس از انجام یک برنامه آزمون ۴٬۲۰۰ ساعت پرواز، در سال ۲۰۲۰ با معرفی آن در هواپیمایی شرقی چین آن را به بازار عرضه کند.

## اپراتور
| Refs   | Airline              | Country | Photo | Deliveries | Model        |
| ------ | -------------------- | ------- | ----- | ---------- | ------------ |
| [ ۱۵ ] | چین ایر              | چین     |       | 3          | C919-100 ER  |
| [ ۱۷ ] | خطوط هوایی چین شرقی  | چین     |       | 10         | C919-100 STD |
| [ ۱۵ ] | خطوط هوایی چین جنوبی | چین     |       | 3          | C919-100 STD |

## آغاز پروازهای تجاری
روز جمعه ۹ دسامبر ۲۰۲۲ شرکت کوماک از اتمام مراحل ساخت و تحویل نخستین نمونه هواپیمای سی۹۱۹ که قرار است با هواپیمای «ایرباس ۳۲۰» شرکت ایرباس رقابت کند، خبر داد. این هواپیما که بنا به سفارش قبلی، به شرکت هواپیمایی شرقی چین تحویل داده شده قرار است نخستین پرواز تجاری خود را اوایل سال ۲۰۲۳ میلادی انجام دهد. همچنین چهار فروند از این نوع هواپیما قرار است تا پایان سال ۲۰۲۲ میلادی برای به‌کارگیری در خطوط هوایی این کشور به شرکت هواپیمایی شرقی چین تحویل داده شود تا در سه‌ماهه نخست سال ۲۰۲۳ رسماً به ناوگان هوایی تجاری این کشور افزوده شوند.
شرکت کوماک در جریان برپایی یک نمایشگاه صنایع هوایی در ماه نوامبر ۲۰۲۲ اعلام کرده‌است که سفارش ساخت ۳۰۰ فروند هواپیمای «سی۹۱۹» را دریافت کرده‌است.
هه دونگ فنگ، مدیل عامل شرکت هواپیماهای تجاری چین (COMAC)، روز یکشنبه ۱۰ سپتامبر در شانزدهمین مجمع نوآوری پوجیانگ گفت که سفارش برای هواپیمای C919 تولید چین به ۱۰۶۱ فروند رسیده است.

## ویژگی‌ها
| گونه                                | سی۹۱۹ STD                                                                             | سی۹۱۹ ER                                                                              |
| ----------------------------------- | ------------------------------------------------------------------------------------- | ------------------------------------------------------------------------------------- |
| خدمه کابین خلبان                    | ۲                                                                                     | ۲                                                                                     |
| صندلی‌ها                             | ۱۵۸ (کلاس ۱) ۱۶۸ (کلاس ۲) ۱۷۴ (تراکم بالا کلاس ۱)                                     | ۱۵۸ (کلاس ۱) ۱۶۸ (کلاس ۲) ۱۷۴ (تراکم بالا کلاس ۱)                                     |
| طول                                 | ۳۸٫۹ متر (۱۲۷ فوت و ۷ اینچ)                                                           | ۳۸٫۹ متر (۱۲۷ فوت و ۷ اینچ)                                                           |
| طول بال‌ها                           | ۳۳٫۶ متر (۱۱۰ فوت و ۳ اینچ)                                                           | ۳۳٫۶ متر (۱۱۰ فوت و ۳ اینچ)                                                           |
| مساحت بال                           | ۱۲۹٫۱۵ متر مربع (۱۳۹۰٫۲ فوت مربع)                                                     | ۱۲۹٫۱۵ متر مربع (۱۳۹۰٫۲ فوت مربع)                                                     |
| ارتفاع                              | ۱۱٫۹۵ متر (۳۹ فوت و ۲ اینچ)                                                           | ۱۱٫۹۵ متر (۳۹ فوت و ۲ اینچ)                                                           |
| ارتفاع بدنه                         | ۴٫۱۶۶ متر (۱۳ فوت و ۸٫۰ اینچ)                                                         | ۴٫۱۶۶ متر (۱۳ فوت و ۸٫۰ اینچ)                                                         |
| عرض بدنه                            | ۳٫۹۶ متر (۱۳ فوت و ۰ اینچ)                                                            | ۳٫۹۶ متر (۱۳ فوت و ۰ اینچ)                                                            |
| محمولهٔ استاندارد                    | ۱۵۰۱۰ کیلوگرم (۳۳۰۹۰ پوند)                                                            | ۱۵۰۱۰ کیلوگرم (۳۳۰۹۰ پوند)                                                            |
| حداکثر بار                          | ۱۸۹۰۰ کیلوگرم (۴۱۷۰۰ پوند)                                                            | ۱۸۹۰۰ کیلوگرم (۴۱۷۰۰ پوند)                                                            |
| وزن خالی عملیاتی                    | ۴۵۷۰۰ کیلوگرم (۱۰۰۸۰۰ پوند)                                                           | ۴۵۷۰۰ کیلوگرم (۱۰۰۸۰۰ پوند)                                                           |
| حداکثر وزن برخاست                   | ۷۵۱۰۰ کیلوگرم (۱۶۵۶۰۰ پوند)                                                           | ۷۸۹۰۰ کیلوگرم (۱۷۳۹۰۰ پوند)                                                           |
| حداکثر وزن فرود                     | ۶۷۸۰۰ کیلوگرم (۱۴۹۵۰۰ پوند)                                                           | ۶۷۸۰۰ کیلوگرم (۱۴۹۵۰۰ پوند)                                                           |
| ظرفیت سوخت                          | ۲۴٬۹۱۷ لیتر (5,481 imp gal؛ 6,582 gal US)                                             | ۲۴٬۹۱۷ لیتر (5,481 imp gal؛ 6,582 gal US)                                             |
| عدد ماخ کروز                        | 0.785                                                                                 | 0.785                                                                                 |
| محدوده با بار استاندارد             | ۴۱۳۹ کیلومتر (۲۲۳۵ ناتیکال مایل)                                                      | ۵۵۷۶ کیلومتر (۳۰۱۱ ناتیکال مایل)                                                      |
| محدوده با حداکثر بار قابل حمل       | ۲۶۲۹ کیلومتر (۱۴۲۰ ناتیکال مایل)                                                      | ۳۹۲۲ کیلومتر (۲۱۱۸ ناتیکال مایل)                                                      |
| سقف پرواز                           | ۱۲۱۰۰ متر (۳۹۷۰۰ فوت)                                                                 | ۱۲۱۰۰ متر (۳۹۷۰۰ فوت)                                                                 |
| فاصلهٔ برخاست (MTOW , ISA، باند خشک) | ۲۰۵۲ متر (۶۷۳۲ فوت)                                                                   | ۲۱۲۵ متر (۶۹۷۲ فوت)                                                                   |
| فاصلهٔ فرود (MTOW , ISA، باند خشک)   | ۱۷۷۸ متر (۵۸۳۳ فوت)                                                                   | ۱۷۷۸ متر (۵۸۳۳ فوت)                                                                   |
| موتورها (×۲)                        | CFM International LEAP-1C                                                             | CFM International LEAP-1C                                                             |
| رانش TO/GA (×۲)                     | ۱۲۹٫۹۸–۱۳۷٫۱۴ کیلونیوتون (۱۳٬۲۵۴–۱۳٬۹۸۴ کیلوگرم بر فوت؛ ۲۹٬۲۲۰ تا ۳۰٬۸۳۰ پوند بر فوت) | ۱۲۹٫۹۸–۱۳۷٫۱۴ کیلونیوتون (۱۳٬۲۵۴–۱۳٬۹۸۴ کیلوگرم بر فوت؛ ۲۹٬۲۲۰ تا ۳۰٬۸۳۰ پوند بر فوت) |